# Disneyland (entreprise)
Pour les articles homonymes, voir Disneyland (homonymie).
Disneyland, Inc. ou parfois Disneyland International était à l'origine une société détenue conjointement par Walt Disney Productions et American Broadcasting Company (ABC) qui possédait et dirigeait le parc à thème Disneyland. Elle n'exerça son rôle que de 1955 à 1960, tant qu'ABC possédait des actions dans la société. Elle est depuis une entité, gérant toujours le complexe de Disneyland Resort, au sein de la division Disney Parks, Experiences and Products.
La société était installée dans le Old Administration Building, et depuis 1996, elle occupe une partie du Team Disney Building d'Anaheim.

## Historique
La société a été fondée en 1955 conjointement par Walt Disney Productions (34,485 %), ABC-Paramount (34,485 %), Western Printing and Lithography Co (13,8 %) et Walt Disney au travers de WED Enterprises (16,55 %),,, les parts d'ABC représentaient les bénéfices sur la diffusion de l'émission Disneyland. ABC propose 500 000 dollars en cash et 4,5 millions de dollars en prêt garanti tandis que le contrat autorise Disney à racheter des parts au bout de deux ans. Western Printing est le partenaire de Disney depuis 20 ans dans le domaine de la publication de comics et a investi 200 000 dollars.
Walt Disney racheta rapidement les parts d'ABC grâce aux bénéfices du parc mais aussi de ses productions cinématographiques.
Le 19 juin 1957 Walt Disney Productions rachète 31 % de Disneyland Inc. pour 528 810 dollars.
Le 6 juillet 1960, Disney rachète les 34,5 % restants de Disneyland Inc. à ABC pour 7,5 millions de dollars,. 
À partir de cette date l'intégralité de Disneyland Inc est entre les mains de Walt Disney Productions qui, selon la volonté de Walt Disney, sera intégrée à WED Enterprises. Disneyland Inc. réapparaîtra à partir de 1971 avec la création de la Walt Disney World Company et de Walt Disney Attractions mais pas comme une société à part entière mais plutôt comme un service ou une division.
Toutefois au sein de Walt Disney Parks and Resorts, le complexe de Disneyland (Resort) a toujours été géré comme une entreprise à part entière avec son président (dont Paul Pressler) et ses nombreux services.
D'octobre 1990 à 1993, le président était Jack Lindquist.
Le 3 août 2015, Disney achète deux terrains à proximité du Disneyland Resort pour 48 millions de dollars, les 1515 et 1585 South Manchester Avenue,.